# Francisco García Calderón (Pérou)
Pour les articles homonymes, voir Francisco García Calderón, Francisco García Calderón, García et Calderón.
Francisco García Calderón (né le 2 avril 1834 à Arequipa, au Pérou et mort le 21 septembre 1905 à Lima) est un homme d'État péruvien.

## Biographie
Francisco García Calderón est un éphémère président de la République du Pérou, du 12 mars 1881 au 28 septembre 1881.